# فيلي موراي
فيلي موراي (بالإنجليزية: Willie Murray)‏ (28 أغسطس 1954 بإدنبرة في المملكة المتحدة - ) هو لاعب كرة قدم بريطاني في مركز جناح ‏. لعب مع نادي هيبرنيان وهاكواه سيدني سيتي إيست ‏ ونادي كاودينبيث لكرة القدم.